# Ataraxia (együttes)
Az Ataraxia egy olasz ethereal / neofolk / neoklasszikus goth zenekar, melyet 1985 novemberében alapított Francesca Nicoli és Michele Urbano. Az első öt évben sokan megfordultak a zenekarban – például Alessandra Nicoli, Francesca testvére – míg végül a Francesca Nicoli, Vittorio Vandelli, és Giovanni Pagliari alkotta hármas lett a máig tartó felállás alapja.
A "hang kézműveseiként" határozzák meg magukat, merthogy a szent és profán, a hangulatos és kísérletezős, a kortárs és régi zenének egy sajátos keverékét hozzák létre, akusztikus és elektromos hangszereket egyaránt használva, mindig olyan nyelvű szöveggel, amilyen az adott alkotáshoz éppen a legjobban illik.
Életüket a művészetnek szentelték, hogy többféle lehetséges módon (zene, költészet, színház, fényképészet) fedezhessék föl az elmúlt századok nagyszerűségét. Már a kezdetektől együttműködtek színészekkel, festőkkel, táncosokkal, szobrászokkal, és mindenféle művésszel, hogy a zenéjüket ezekkel is színesebbé és hatásosabbá tegyék.

## Tagok

### Jelenlegi
- Francesca Nicoli – ének, furulya, fuvola (1985-től)
- Vittorio Vandelli – gitárok, ütősök, ének (1986-tól)
- Giovanni Pagliari – billentyűsök, ének (1990-től)
- Riccardo Spaggiari – ütősök, ének (2003-tól)

### Közreműködők
- Lorenzo Busi – színész és táncos (1991 - 2003)
- Livio Bedeschi – fényképész és grafikus
- Nicolas Ramain – beszéd és gitár a Strange lights c. számban
- Francesco Banchini – klarinét, fuvola, ütősök, ének (1999 - 2003)
- Angelo Zanella – szobrász (2003-tól)

## Kiadványok

### Nagylemezek
- Prophetia (1990)
- Nosce te ipsum (1991)
- Arazzi (1993)
- Sub ignissima luna (1993)
- Simphonia sine nomine (1994)
- Ad perpetuam rei memoriam (1994)
- La malédiction d'ondine (1995)
- The Moon sang on the April chair (1995)
- Il fantasma dell'opera (1996)
- Concerto N.6: A baroque plaisanterie (1996)
- Historiae (1998)
- Lost Atlantis (1999)
- Suenos (2001)
- Mon seul désir (2002)
- Saphir (2004)
- Arcana Eco (2005)
- Paris spleen (2006)
- Kremastra nera (2007)
- Llyr (2010)
- Spasms (2013)
- Wind at Mount Elo (2014)
- Ena (2015)
- Deep blue firmament (2016)
- Synchronicity Embraced (2018)
- Quasar (2020)
- Pomegranate – The Chant Of The Elementals (2022)
- Centaurea (2024)

### Koncertlemezek
- Os cavaleiros do templo (1998)
- Odos Eis Ouranon (2005, 2009-ben újra megjelent Strange lights címen)

### Válogatások
- A Calliope... Collection (2001)
- Sous le Blanc Rosier (2007)
- Oil on Canvas (2009)
- Oil on Canvas II (2015)

### Egyebek
- In amoris mortisque (split SP, 1995)
- Orlando (maxi CD) (1998)
- Des paroles blanches (digisingle) (2003)
- Ultima Thule (split LP, 2008)

### Mozgóképek
- Nosce te ipsum (1991)
- Would the winged light climb? (1995)
- Concerto No. 6. - A baroque plaisanterie (1997)
- Os cavaleiros do tempolo (1998)
- Spirito ancestrale (2002)

## Külső hivatkozások
- Hivatalos honlap
- Facebook profil
- YouTube profil